# Мечислав Кравіч
Мечи́слав Кра́віч (пол. Mieczysław Krawicz; нар. 1 січня 1893, Варшава, Російська імперія — пом. вересень 1944, Варшава, Польща) — польський кінорежисер і сценарист.

## Біографія
Мечислав Кравіч народився 1 січня 1893 року у Варшаві. Закінчив Вищі торговельні курси. У кінематографі з 1912 року, спершу як помічник режисера і продюсера Александра Герца (1879—1928), засновника першої польської кінокомпанії «Сфінкс». Потім працював сценографом, помічником директора і актором (у 1926 році зіграв у фільмі «Прокажена» Едварда Пухальского).
Як режисер Кравіч дебютував у 1929 році з двома фільмами: екранізацією «Грішна любов» за повістю Анджея Струга і «Дорогою ганьби». До початку Другої світової війни Кравіч зняв 19 фільмів, переважно комедії і мелодрами.
Співпрацював із студією «Blok», одним із засновників якої він був з 1930 року. З того ж року виконував функції віце-президента Польського союзу кіновиробників.
Початок Другої світової війни у 1939 році перервав його творчу діяльність. У тому ж році Кравіч став керівником «Хроніки обложеної Варшави». Наприкінці життя у 1944-му керував фронтовими кінооператорами, що знімали події Варшавського повстання проти німецьких окупантів, під час якого Кравіч загинув.

## Особисте життя
Мечислав Кравіч був одружений, а згодом розлучився. За даними польської контррозвідки, «дружина покинула його, коли дізналася, що він гомосексуаліст».

## Фільмографія
| Рік  | Назва українською       | Оригінальна назва         | Режисер | Сценарист |
| ---- | ----------------------- | ------------------------- | ------- | --------- |
| 1929 | Дорогою ганьби          | Szlakiem hanby            | Так     |           |
| 1932 | Княгиня Ловіч           | Ksiezna Lowicka           | Так     |           |
| 1933 | Кожному можна кохати    | Kazdemu wolno kochac      | Так     |           |
| 1933 | Шпигун у масці          | Szpieg w masce            | Так     | Так       |
| 1934 | Обітниці уланські       | Sluby ulanskie            | Так     |           |
| 1934 | Люцина — це дівчина?    | Czy Lucyna to dziewczyna? |         | Так       |
| 1935 | Дві Йоасі               | Dwie Joasie               | Так     |           |
| 1936 | Його велике кохання     | Jego wielka milosc        | Так     |           |
| 1936 | Ядзя                    | Jadzia                    | Так     |           |
| 1937 | Дипломатична дружина    | Dyplomatyczna zona        | Так     |           |
| 1937 | Та, що збрехала         | Sklamalam                 | Так     |           |
| 1937 | Нездара                 | Niedorajda                | Так     |           |
| 1938 | Роберт і Бертран        | Robert i Bertrand         | Так     |           |
| 1938 | Павел і Гавел           | Pawel i Gawel             | Так     |           |
| 1938 | Мої батьки розлучаються | Moi rodzice rozwodza sie  | Так     |           |
| 1939 | Про що не говорять      | O czym sie nie mówi…      | Так     |           |
| 1939 | Керую тут я             | Ja tu rzadze              | Так     |           |
| 1940 | Спортсмен мимоволі      | Sportowiec mimo woli      | Так     |           |